# Dorfkirche Bergenhusen

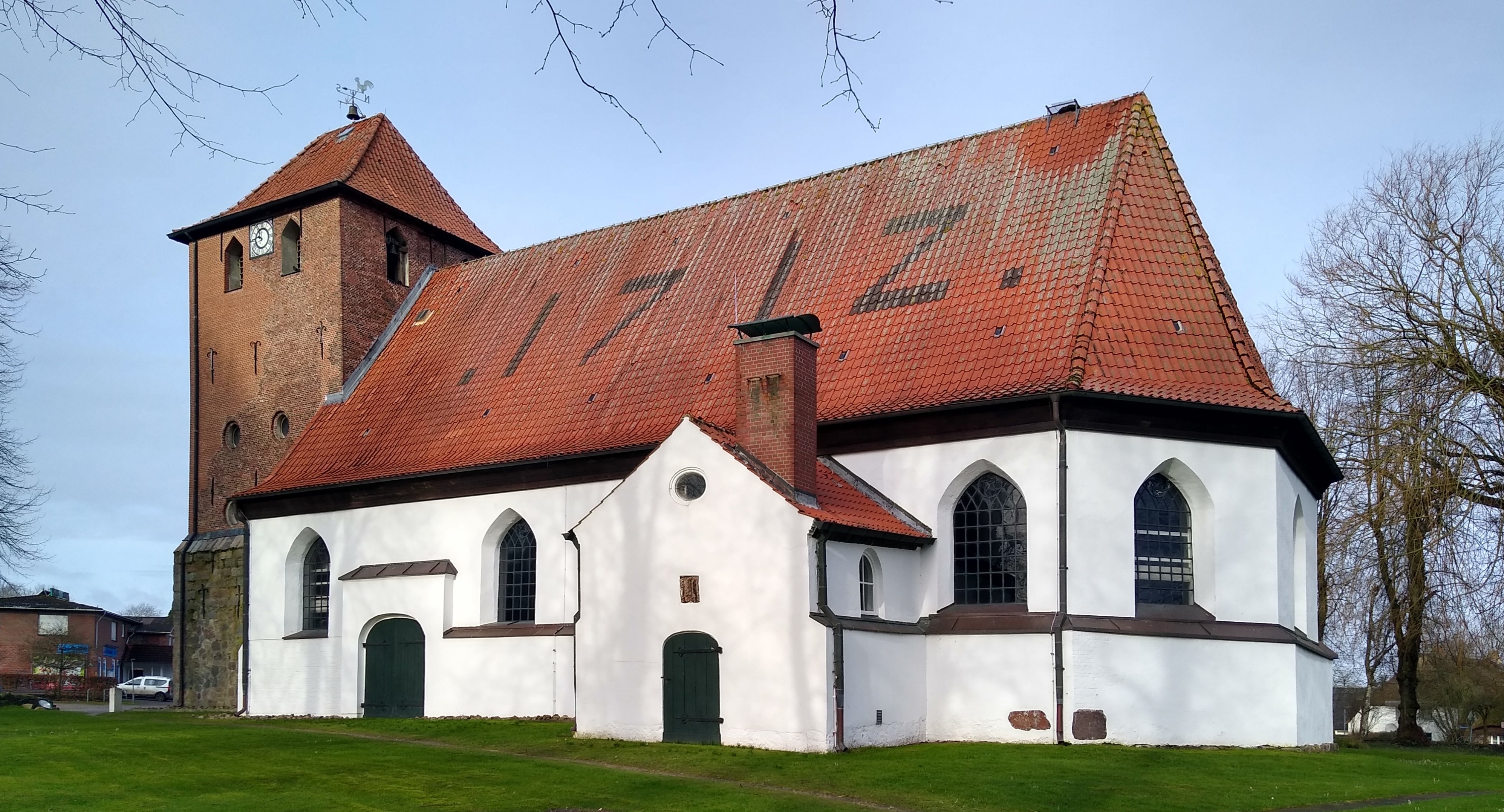
Blick auf die Kirche von Südosten

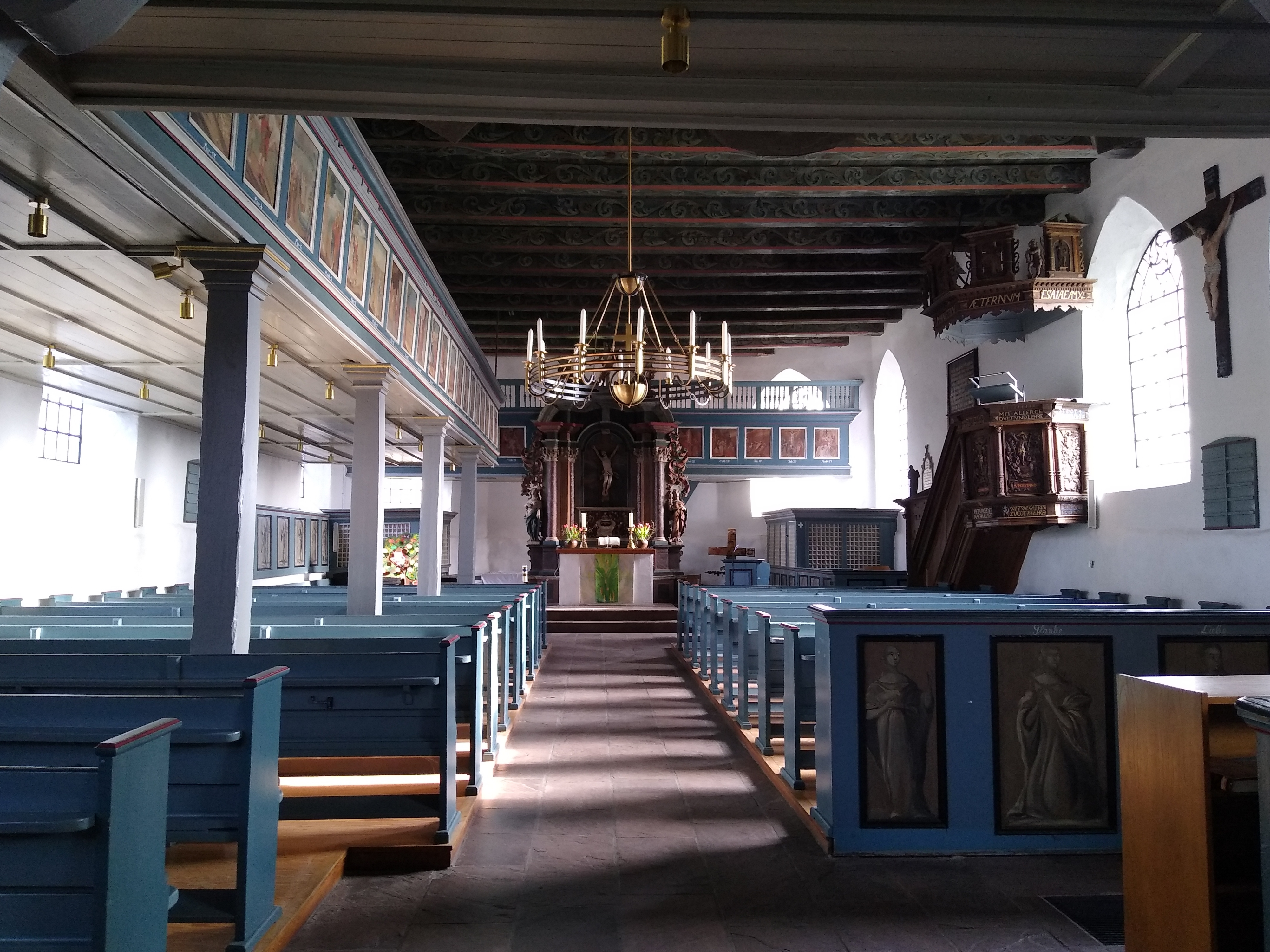
Innenraum mit Blick zum Altar

Die Dorfkirche Bergenhusen ist die evangelisch-lutherische Kirche von Bergenhusen, einer Gemeinde im Kreis Schleswig-Flensburg in Schleswig-Holstein. Kirchlich gehört sie zur Kirchengemeinde Stapelholm im Kirchenkreis Schleswig-Flensburg in der Evangelisch-lutherischen Kirche in Norddeutschland. Die Kirche wurde 1712 gebaut. Die Ausstattung stammt teils aus dem Vorgängerbau, teils aus der Erbauungszeit der Kirche.

## Geschichte
Bergenhusen wurde erstmals 1304 als Beveringhusen erwähnt. Eine Kirche bestand damals schon. Dieses als "Felsenkapelle" bezeichnete, aus Feldsteinen errichtete kleine Gebäude war Anfang des 18. Jahrhunderts baufällig, weshalb der Lübecker Fürstbischof Christian August von Schleswig-Holstein-Gottorf, der das Herzogtum Schleswig-Holstein-Gottorf für seinen minderjährigen Neffen Karl Friedrich regierte, 1711 die Renovierung von Turm und Kirchenschiff anordnete. Die Gemeinde entschied sich jedoch für einen größeren Neubau. Finanziert wurde dieser durch die Hamburger Kirchenlotterie. Am 14. Dezember 1712 wurde die Kirche in Gegenwart von Fürstbischof Christian August geweiht. An das Baudatum erinnern die mit schwarzen Ziegeln auf dem Dach angebrachte Jahreszahl und zwei an der Südostecke des Chores eingemauerte Grundsteine.
2002 wurde die Kirche saniert. Im Zusammenhang mit dem 300. Geburtstag des Kirchbaus 2012 erhielt sie eine moderne, computergesteuerte Lichtanlage.

## Architektur
Die Kirche ist eine barocke Saalkirche mit fünfseitigem Chorabschluss. Auf einem Fundament aus Feldsteinen bestehen die Wände bis zu einer Höhe von etwa 2 Metern aus behauenen Granitsteinen, möglicherweise das Baumaterial der alten Kirche. Darüber sind die Wände deutlich dünner aus Ziegeln gemauert. Anfangs hatte die Kirche zwei Eingänge an der Südseite, von denen der östliche ein Vorhaus hat, das, seit die Kirche nur noch durch den Turm betreten wird, wie die nördliche Leichenkammer für andere Zwecke verwendet wird.
Im Inneren hat die Kirche eine flache Balkendecke. Neben der Orgelempore an der Westseite und der weit in den Raum hineinreichenden Nordempore kommt eine Ostempore hinter dem Altar. Decke, Gestühl und Emporenbrüstungen sind bemalt, die Decke mit Ranken und Engelsköpfen, Gestühl und Emporenbrüstungen mit naiven Darstellungen biblischer Geschichten und Personen teilweise in Grisaillemalerei. Auf die Westtür ließen die Meggerdorfer 1734 eine Darstellung der Auferstehung Christi malen.

## Ausstattung
Ältestes Ausstattungsstück ist das spätgotische achteckige Taufbecken aus Namurer Kalkstein. Aus der Zeit um 1475 stammt die qualitätsvolle Schnitzfigur von Christus in der Rast, die in einer Nische neben dem nicht mehr gebrauchten Südeingang steht. Ursprünglich stammt die Figur vermutlich aus einem Altaraufsatz; die ursprüngliche Fassung mit glanzvergoldetem Lendenschurz wurde im Zusammenhang mit dem Kirchenneubau (um 1712) übermalt. Das an der Südwand angebrachte Kruzifix von etwa 1510 hing in der Vorgängerkirche vermutlich als Triumphkreuz im Chorbogen und wurde für die Aufhängung in der neuen Kirche 1714 renoviert und neu gefasst. Auf den Enden des Brettkreuzes steht: „Das ganzse Gesetz hat Er erfüllt / damit des Vatters Zorn gestillt / der über uns ging Alle“.

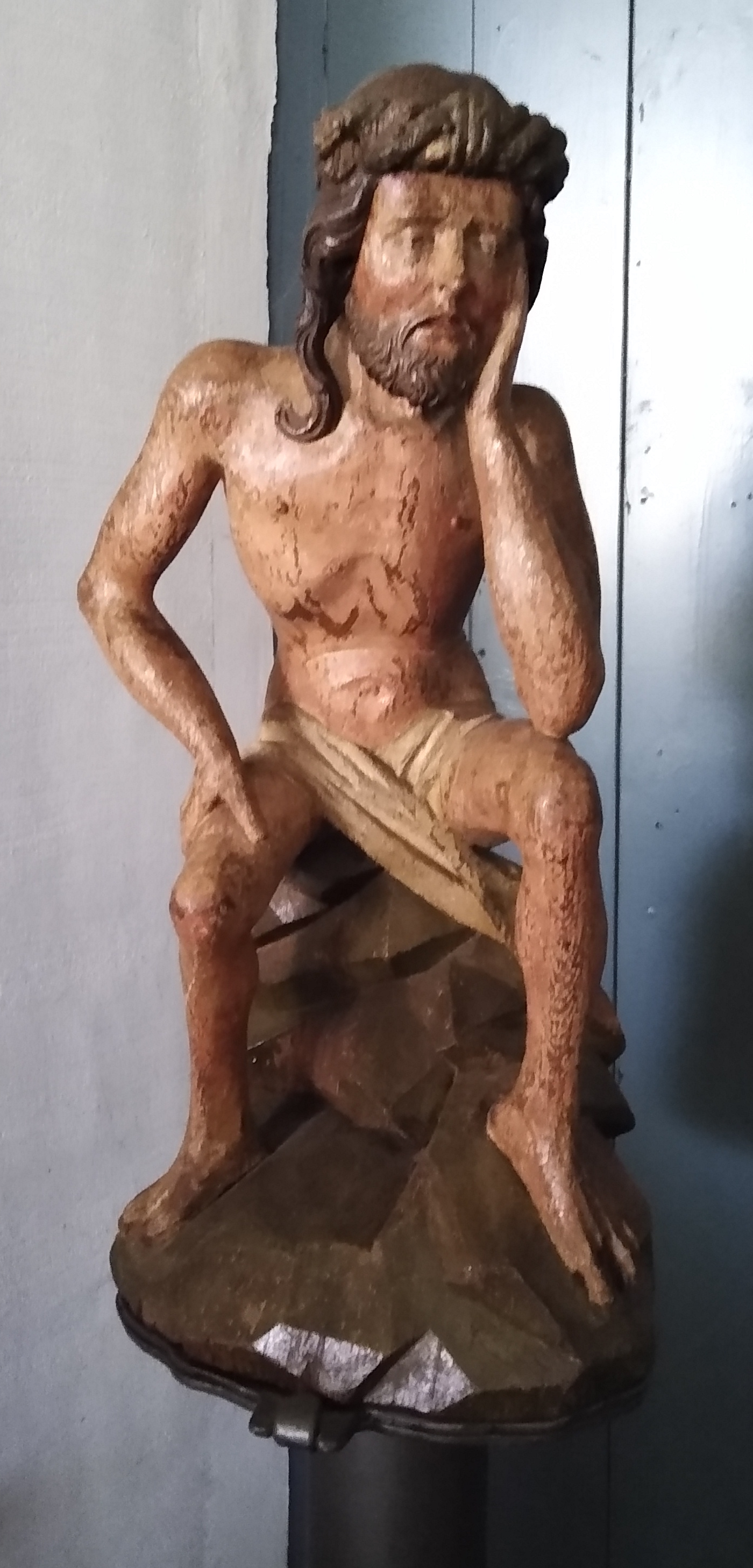
Christus auf der Rast
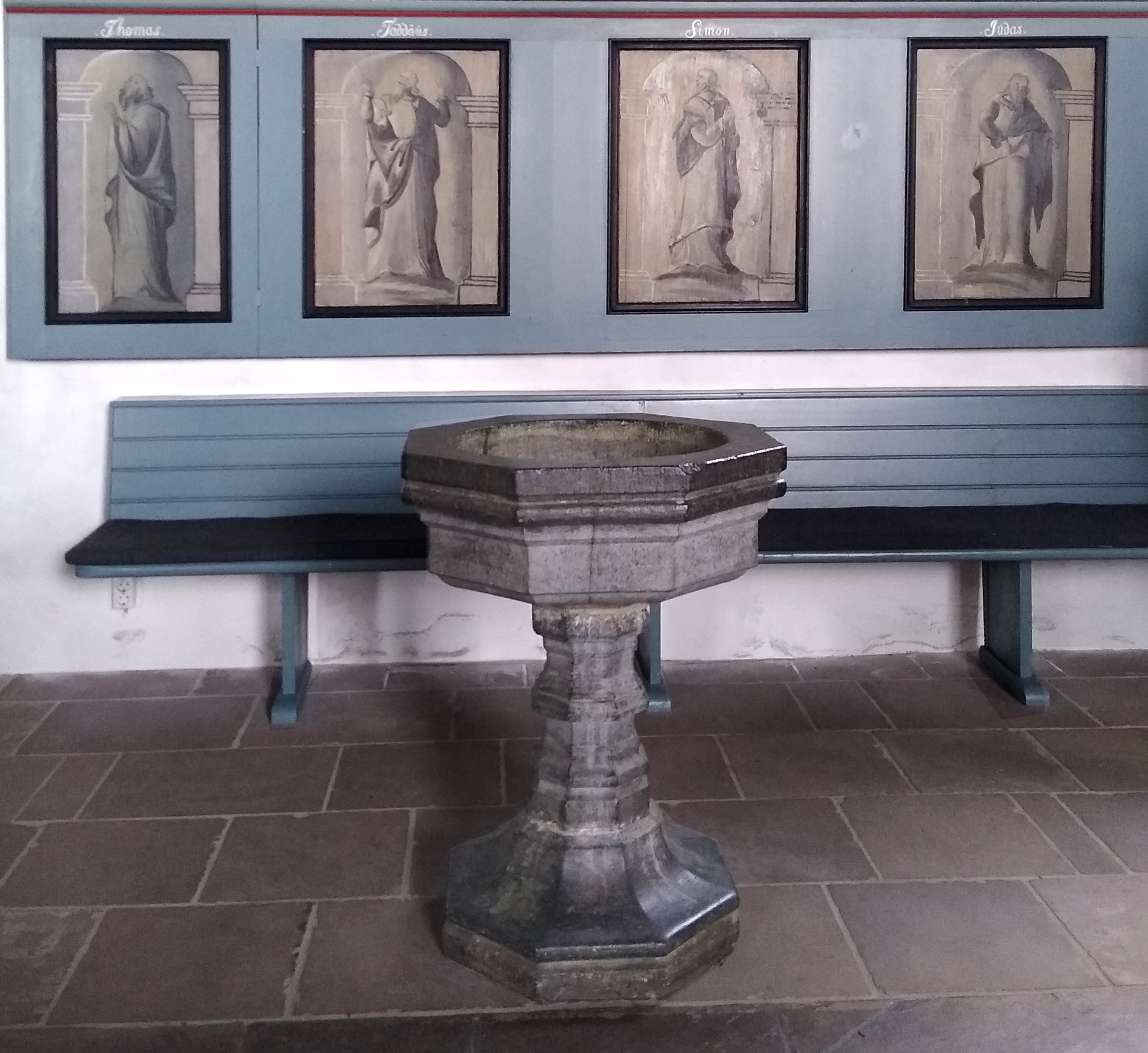
Taufbecken vor dem Predigergestühl
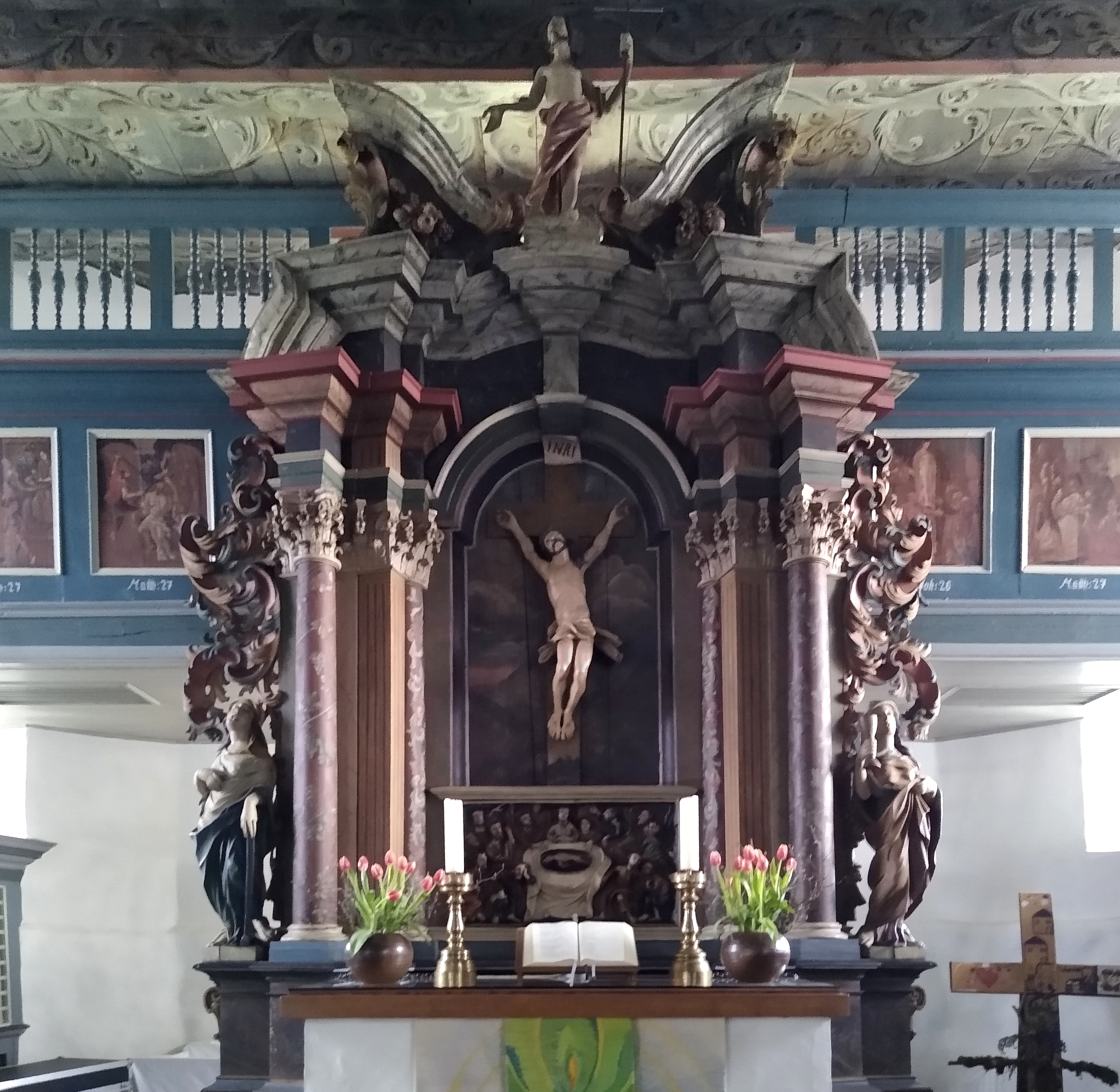
Barockaltar vor der Ostempore
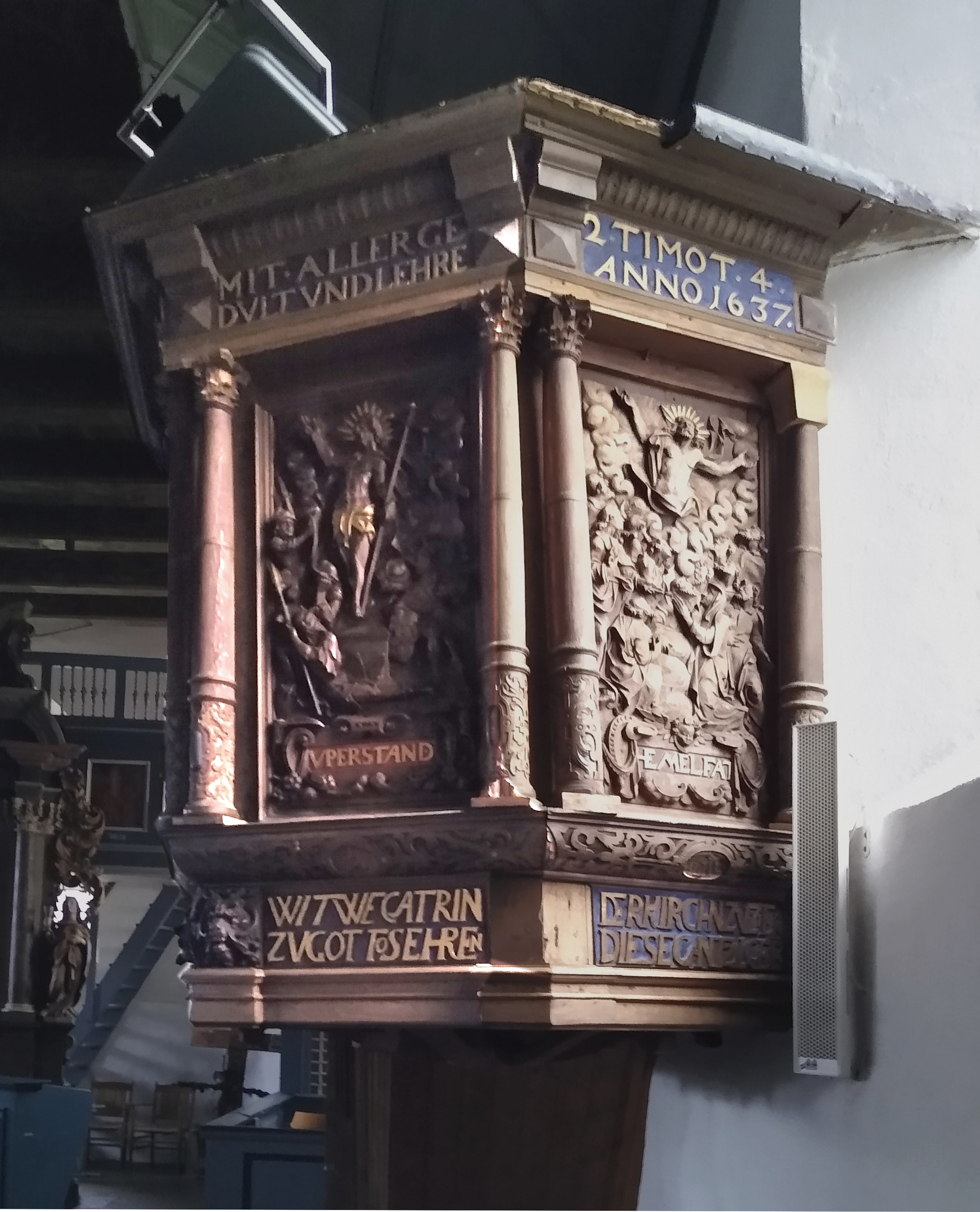
Auferstehung und Himmelfahrt auf der Kanzel

Ein nicht mehr klappbarer Gemäldeflügelaltar hängt an der Nordwand unter der Empore. Dieses mittelalterliche Retabel, von dessen ursprünglichem Aussehen nichts erhalten ist, zeigt vier vermutlich im Zuge der Umgestaltung 1671 auf vor die Holztafeln geheftete Leinwand gemalte Szenen aus der Passionsgeschichte: im Hauptschrein die Kreuzigung, links oben Jesu Gebet im Garten Getsemane, rechts oben die Auferstehung und unten die Geißelung. Das verlorengegangene fünfte Bild ersetzte die Malerin Rosamunde Plambeck 1988 durch eine Abendmahlsdarstellung. Spätestens mit dem Neubau der Kirche wurde der Flügelaltar durch den barocken Altaraufsatz ersetzt, der bis jetzt auf dem Altartisch steht. Dieser, von Richard Haupt als „unschöne Ausgeburt des Zeitgeschmacks“ bezeichnet, zeigt zuunterst eine Abendmahlsdarstellung als Relief, im Hauptfeld darüber ein Kruzifix vor einer gemalten Landschaft und darüber den auferstanden Christus mit Siegesfahne.

### Kanzel
Die Kanzel im Stil der Spätrenaissance ist ein Werk des Husumer Holzschnitzers Berend Cornelissen aus dem Jahr 1637, der auch die weitgehend identischen Kanzeln der Kirchen von Rabenkirchen, Gelting und Horsbüll schuf. In den Brüstungsfeldern abgebildet sind fünf Szenen aus dem Leben Jesu von der Taufe bis zur Himmelfahrt, jeweils erläutert durch eine niederdeutsche Aufschrift. Über den Bildern steht das Bibelwort 2 Tim 4,2 , auf dem Kanzeldeckel Jes 40,8  auf Latein. Die Aufschrift unter dem Bild lautet: „Anno 1637 hat Heldt Odefei, Carspelvaget, nachgelassene Witwe Catrin zu Gottes Ehren, der Kirche zur Zier disse Cantzel geb.(en.)“ Das Wappen des Kirchspielvogts Odenfey ist auf einer der beiden erhaltenen Figuren im Aufbau des sechseckigen Kanzeldeckels zu sehen.
Heldt Odenfey – oder Hildt Odinfey, wie er sich selbst schrieb – war 1603 von Herzog Johann Adolf von Schleswig-Holstein-Gottorf als Nachfolger seines Bruders Melchior zum Kirchspielvogt bestallt worden. Er und seine Frau, eine ehemalige Hofdame der Herzogin Augusta von Dänemark, waren kinderlos. 1634 überschrieb er Herzog Friedrich III. alle seine Güter, um so seinen Bruder Jasper und dessen wegen verschiedener Verbrechen mehrfach zu Geldstrafen verurteilte Söhne aus der nach dem Jütischen Recht gesetzlichen Erbfolge auszuschließen. Sich und seiner Frau ließ er lebenslanges Wohnrecht auf dem Hof und Verfügung über alle Einkünfte zusichern. Er starb spätestens 1637, dem Jahr, in dem seine Witwe die Kanzel stiftete. Jaspers Sohn Gosche, königlicher Vogt von Bünge, klagte beim dänischen König Christian IV. gegen die Schenkung, hatte aber keinen Erfolg, denn nach dem Tod von Catrin Odenfey 1653 ging der Hof in den Besitz des Herzogs über, dessen Sohn Christian Albrecht ihn 1659 für 100 Reichstaler an den Hofmaler und Bauinspektor Johannes Müller verkaufte.
Für die Aufstellung in der neuen Kirche erhielt die Kanzel einen neuen Aufgang, über dessen Tür drei Figuren vom Kanzeldeckel, der segnende Christus mit Weltkugel und die Apostel Petrus und Paulus, angebracht sind. Die Bemalung beurteilte Haupt 1888 als „beachtenswert“.

### Empore
Die Bilder an den Emporen sind wenig sorgfältig mit Szenen aus dem Leben Jesu gemalt. Unter den jeweiligen Bildern befinden sich Angaben zu Kapiteln aus der Bibel, die allerdings nicht immer korrekt sind. 
Dargestellt sind folgende Szenen:

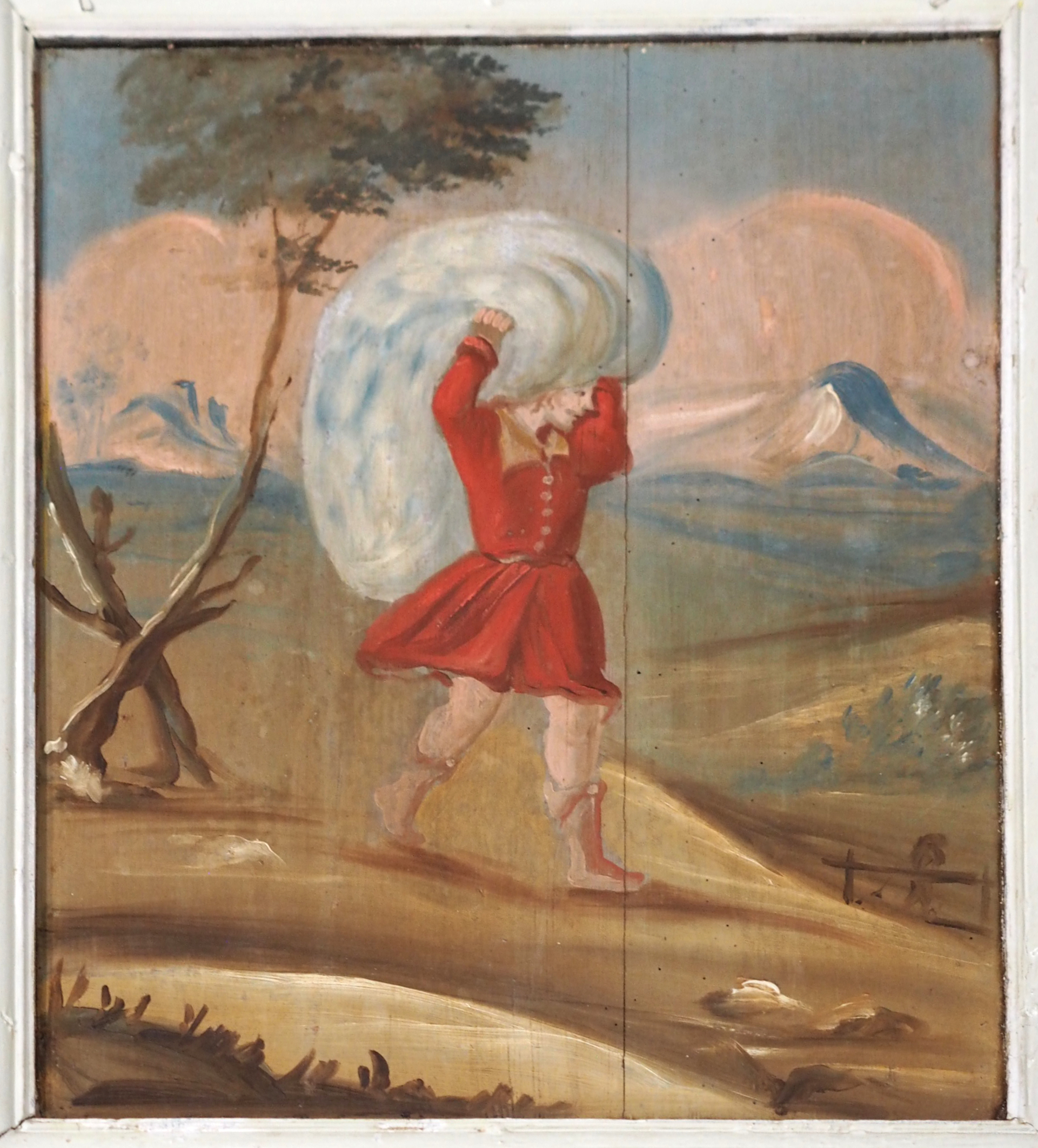
Heilung des Gelähmten

1. Der Engel bei Maria. Unterschrift: Luc: 1.
2. Die Geburt Jesu. Unterschrift: Luc: 2.
3. Die Beschneidung Jesu. Unterschrift: Luc: 3.
4. Die Anbetung der Weisen. Unterschrift: Matth: 2.
5. Die Taufe Jesu. Unterschrift: Matth: 20.
6. Christi Himmelfahrt. Unterschrift: Matth: 16. (Die Unterschrift scheint nicht zum Dargestellten zu passen)
7. Das Gleichnis vom großen Gastmahl. Unterschrift: Luc: 14.
8. Das Gleichnis vom verlorenen Schaf. Unterschrift: Luc: 15.
9. Der Balken im Auge. Unterschrift: Luc: 4 (Die Unterschrift scheint nicht zum Dargestellten zu passen).
10. Jesus predigt vom Boot aus. Unterschrift: Luc: 5.
11. Bergpredigt. Unterschrift: Matth: 5.
12. Die Speisung der 4000. Unterschrift: Marc: 8.
13. Warnung vor den falschen Propheten. Unterschrift: Matth: 7.
14. Der ungerechte Verwalter. Unterschrift: Luc: 16.
15. Jesus weint über Jerusalem. Unterschrift: Luc:19.
16. Der Pharisäer und der Zöllner. Unterschrift: Luc: 18.
17. Die Heilung eines Tauben. Unterschrift: Mark: 7.
18. Das Gleichnis vom barmherzigen Samariter. Unterschrift: Luc: 10.
19. Glaube versetzt Berge. Unterschrift: Luc: 17.
20. Sorgt euch nicht. Unterschrift: Mathh: 6.
21. Die Auferweckung des Jüngling zu Nain. Unterschrift: Luc: 7.
22. Die Heilung eines Wassersüchtigen am Sabbat. Unterschrift: Luc: 14.
23. Jesus weist seine Jünger zurecht. Unterschrift: Luc: 9.
24. Heilung des Gelähmten. Unterschrift: Matth: 9.
25. Das fehlende Festgewand. Unterschrift: Matth: 22.
26. Das Gebet in der Gemeinde. Unterschrift: Matth: 18
27. Die Frage nach der Steuer. Unterschrift: Matth: 22
28. Die Heilung einer blutflüssigen Frau. Unterschrift: Matth: 9.
29. Christi Wiederkunft ist wie ein Blitz. Unterschrift: Matth: 24.
30. Das Gleichnis vom Weltgericht. Unterschrift: Matth: 25
31. Die klugen Jungfrauen. Unterschrift: Matth: 25.
32. Jesus in Gethsemane. Unterschrift: Matth: 26.
33. Jesu Gefangennahme. Unterschrift: Matth: 25 (Gemeint ist Mt 26)
34. Jesus vor dem Hohepriester. Unterschrift: Matth: 27.
35. Pilatus wäscht sich die Hände. Unterschrift: Matth: 27.
36. Geißelung. Unterschrift: Matth: 27.
37. Jesus wird vorgeführt. Unterschrift: Joh :26.  (gemeint ist Joh 19. Das Kapitel Joh 26 gibt es nicht).
38. Jesus trägt sein Kreuz. Unterschrift: Matth: 27.
39. Jesus wird ans Kreuz geschlagen. Unterschrift: Joh: 19.
40. Kreuzigung. Unterschrift: Joh 20:
41. Kreuzabnahme. Unterschrift: Matth: 27.

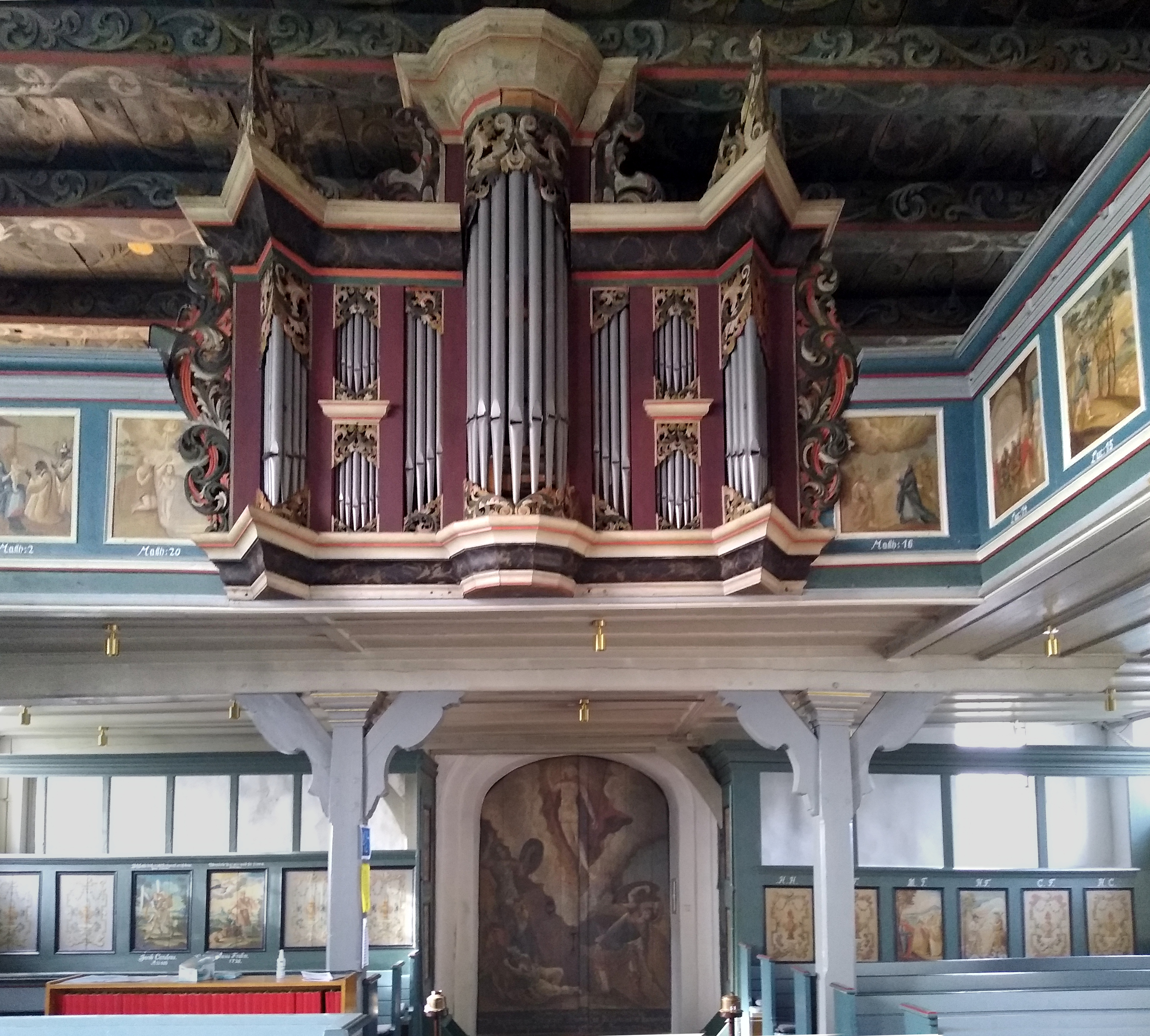
Orgel, darunter die mit einer Auferstehungsszene bemalte Westtür, ganz links auf der Empore die Anbetung der heiligen drei Könige mit zwei Schwarzen Königen

## Orgel
Bereits die alte Kirche besaß eine Orgel. Der Orgelprospekt auf der Westempore, in den eine Brüstungsorgel aus den 1960er Jahren eingebaut ist, stammt von 1715.

## Glocken
Die älteste und sehr kleine Kirchenglocke wurde 1520 von dem Erzgießer Reymer Jappe gegossen, von dem auch das Taufbecken der Flintbeker Kirche stammt. Die drei jüngeren Glocken, davon zwei 1781 von Beseler gegossene, fielen in den Weltkriegen der Metallspende des deutschen Volkes zum Opfer. 2013 erlaubte eine Stiftung, eine neue Bronzeglocke von der Gießerei Rincker herstellen zu lassen, die die verrostete Stahlglocke aus dem 20. Jahrhundert ersetzt.

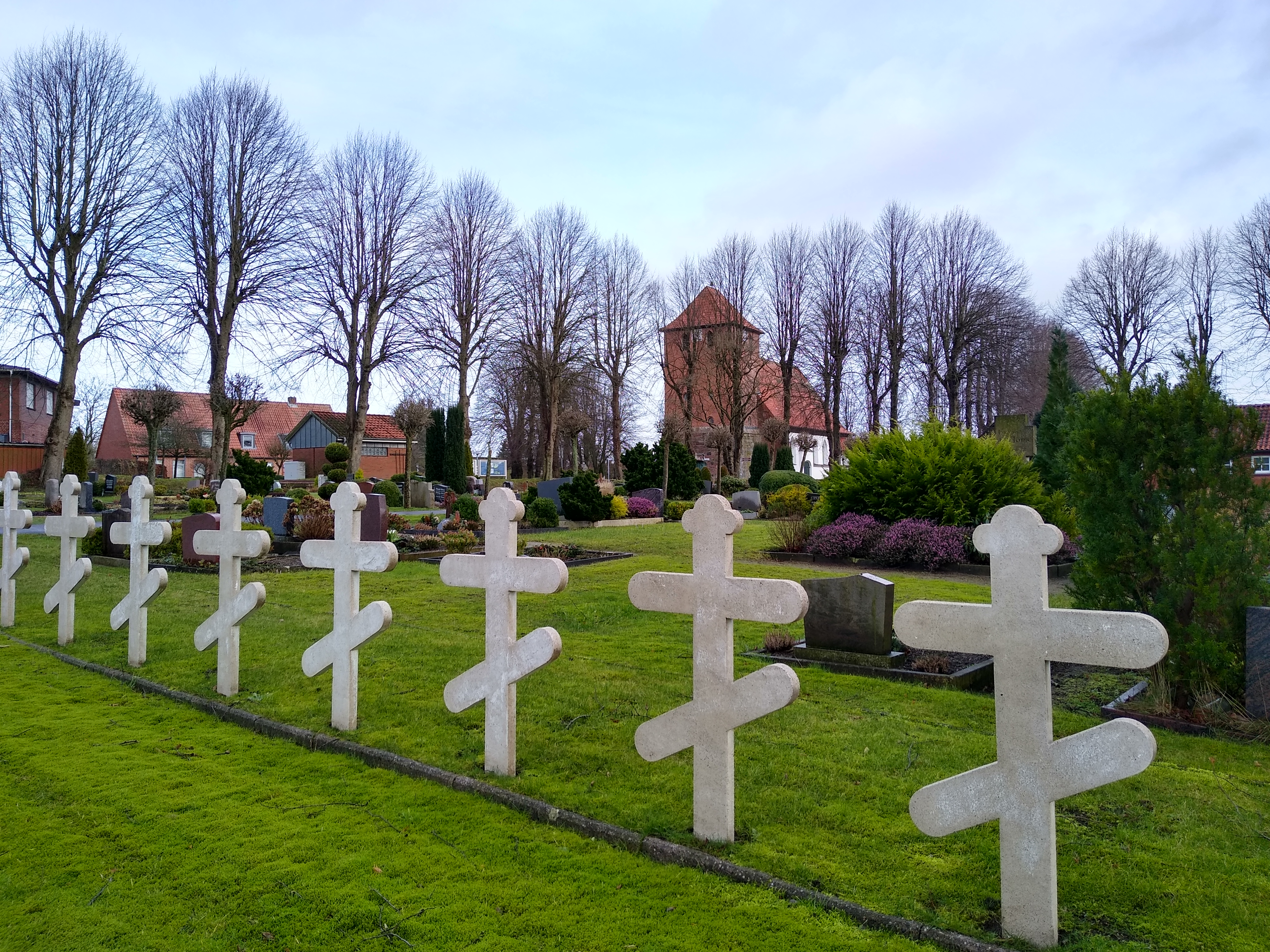
Gräber der russischen Kriegsgefangenen

## Friedhof
An der Wand der Leichenhalle auf dem neben der Kirche gelegenen Friedhof sind zwei alte Grabplatten angebracht. Für die Tore des Friedhofs wurden alte gusseiserne Grabkreuze wiederverwendet. Auf dem Friedhof sind zwanzig russische Kriegsgefangene beigesetzt, die im Frühjahr 1916 starben.

## Gemeinde
Zur Kirchengemeinde gehörten außer Bergenhusen selbst die Dörfer Meggerdorf und Wohlde. In Meggerdorf gab es eine 1972 gebaute Johanniskapelle, die 2004 aufgegeben wurde. Die Gemeinde fusionierte am 1. Januar 2019 mit den Gemeinden der St.-Marien-Magdalenen-Kirche in Erfde und der Katharinenkirche in Süderstapel zur Evangelisch-Lutherischen Kirchengemeinde Stapelholm.